# Ідіот (фільм, 1951)
«Ідіот» (яп. 白痴, хакуті) — японська чорно-біла кінодрама 1951 року, поставлена режисером Акірою Куросавою. Фільм засновано на романі «Ідіот» Федора Достоєвського.

## Сюжет
Камеда повертається з війни, дивом уникнувши страти на Окінаві. Пережите тільки посилило в ньому природжену доброту до всього, що живе на Землі, а крім того — нервозність і схильність до епілепсії. Він приїжджає в Саппоро, поселяється у свого родича Оно і незабаром стає замішаним в інтриги Таеко — утриманки, від якої за всіляку ціну хоче позбавитися її коханець і покровитель багатій Тохата. Багатій готовий навіть заплатити 600 000 єн тому, хто одружиться з нею. Каяма, наречений Аяко, доньки Оно, хоче тепер одружитися з Таеко, спокусившись на прибуток, який розраховує отримати від шлюбу. Але молодий і багатий Акама, безмовно закоханий в Таеко, пропонує Каямі мільйон єн, щоб той відмовився від своїх планів.
Справляючи день народження в будинку у Тохати, Таеко оголошує, що сама піде від покровителя, позбавивши його від зайвих витрат. Вона кидає у вогонь мільйон єн, принесені Акатою, і вимагає, щоб Каяма витягнув їх з вогню. Неймовірним зусиллям волі Каяма намагається побороти свою пожадливість, не рушає з місця і, урешті-решт, непритомніє. Того вечора ж Камеда, перебуваючи під сильним враженням від Таеко, заявляє, що вона чиста. Гості над ним сміються, сама Таеко гнівається, проте незабаром гнів переростає у відчайдушну вдячність: Таеко розуміє, що Камеда говорив щиро. Тоді Оно публічно розкаюється в тому, що був несправедливий до Камеди і найнегіднішим чином позбавив Камеду майна після смерті його батька. Це майно значне, і Камеда, не розуміючи, що відбувається, несподівано стає багатим. Він гуляє засніженим містом: його переслідують видіння і слухові галюцинації. Він думає, чи не намагався Акама убити його, штовхнувши під машину, що проїздила повз. Він задивляється на вітрину з ножами. Камеда і Акама присягаються один одному в дружбі і обмінюються амулетами. Незважаючи на свою дикість, Акама мимоволі піддається дивовижній чарівливості Камеди. Але все ж одного прекрасного дня він йде за Камедою з ножем в руках, понівечений ревнощами до Таеко. На очах у Аками Камеда тіпається в нападі епілепсії, і Акама втікає.
Акама намагається добитися пробачення у Камеди. Аяко, молодша донька Оно, закохана в Камеду, але звикла говорити не те, що думає, а якраз навпаки, і тому стверджує, ніби любить Каяму, а Камеду зневажає. На вече́рі у Оно Камеда дарує Аяко червоні гвоздики, не здогадуючись, що ці квіти — символічний знак кохання. Він офіційно просить її руки і прощається з Таеко і Акамою, які збираються поїхати з міста удвох. Після його прощання Аяко, Таеко, Камеда і Акама востаннє збираються разом. На цій зустрічі Аяко показує себе злим і жадібним міщанином. Дивлячись на жорстокість Аяко, Таеко набирається сміливості і сама освідчується Камеді в коханні. Аяко йде геть, Камеда прямує за нею, а Таеко непритомніє, оскільки думає, що Камеда тікає від неї. Через деякий час Акама показує Камеде труп Таеко, яку Акама зарізав власноручно.
Акама втрачає глузд, і Камеда, що розділяє горе кожної людини, поступово занурюється у безумство разом з ним. Вони лягають пліч-о-пліч у сніг. Після похоронів Камеди Аяка журиться про свою поведінку і говорить, що в цій трагедії саме вона, Аяка, виявилася справжньою ідіоткою.

## У ролях
| Масаюкі Морі    | ···· | Кіндзі Камеда / Мишкін         |
| Тосіро Міфуне   | ···· | Денкіті Акама / Рогожин        |
| Сецуко Хара     | ···· | Таеко Насу / Настасья          |
| Такасі Сімура   | ···· | Оно / Єпанчин                  |
| Тіко Хігасіяма  | ···· | його дружина Сатоко            |
| Тійоко Фумітані | ···· | його донька Норіко             |
| Йошіко Куґа     | ···· | Аяко / його друга донька Аглая |
| Мінору Тіякі    | ···· | Муцуо Каяма                    |
| Ейдзіро Янагі   | ···· | Тохата                         |

## Знімальна група
- Автори сценарію — Акіра Куросава, Ейдзіро Хісаїта
- Режисер-постановник — Куросава Акіра
- Виконавчий продюсер — Такасі Койде
- Композитор — Фуміо Хаясака
- Оператор — Тосіо Убуката
- Монтаж — Акіра Куросава
- Художник-постановник — Такасі Мацуяма
- Звукорежисер — Йосісабуро Імо

## Виробництво
Фільм мав вийти в 2-х серіях, кожна тривалістю 2 години, проте фірма-продюсер «Shochiku» відмовилася від даної Куросаві обіцянки і скоротила стрічку із спочатку передбачених 245 до 165 хв..